# Euristhmus
Euristhmus is een geslacht van straalvinnige vissen uit de familie van koraalmeervallen (Plotosidae).

## Soorten
- Euristhmus lepturus (Günther, 1864)
- Euristhmus microceps (Richardson, 1845)
- Euristhmus microphthalmus Murdy & Ferraris, 2006
- Euristhmus nudiceps (Günther, 1880)
- Euristhmus sandrae Murdy & Ferraris, 2006